# Heysterbach
Heysterbach (ook wel Heisterbach of Klein Heisterbach genoemd) was een klooster in de Grote Waard. Tijdens de Sint-Elisabethsvloed van 1421 werd het verzwolgen.

## Bestaan (1203-1421)
Het klooster Heysterbach werd in 1203 gesticht door Aleid van Kleef-Holland en Dirk VII van Holland; laatstgenoemde overleed datzelfde jaar. Aleid en Dirk wilden een cisterciënzer stichten naar evenbeeld van het cisterciënzerklooster Sint-Pietersdal of Heysterbach in Königswinter. Het was de bedoeling dat het complex zou uitgroeien van klooster tot abdij, maar hier is nooit wat van terechtgekomen, mede door de Loonse Oorlog tussen Lodewijk II van Loon en Willem I van Holland. Volgens de legende zou het huwelijk tussen Aleids dochter Ada van Holland en Lodewijk II van Loon in dit klooster voltrokken zijn. Het klooster stond in de 13e eeuw bekend als een van de voornaamste in het graafschap van Holland. De meeste inkomsten kwamen van de visserij, waar het klooster voornamelijk zijn welvaart aan te danken had. Op 6 augustus 1390 werd de verkoop van de visserij aan de Merwede vergeven aan het klooster Eemstein. Tijdens de Sint-Elisabethsvloed van 1421 verdronken er 24 kloosterlingen. Een aantal wist zich te redden en zocht een heenkomen in Dordrecht, sommige vertrokken naar een gelijksoortig cisterciënzerklooster in Haarlem.
Het klooster zou aan de monding van de rivier de Dubbel hebben gelegen, tussen Dordrecht en Sliedrecht in. Matthijs Balen vermeldt in zijn werk dat de uithof en het klooster van Heisterbach ter hoogte van Haaswijk moet hebben gelegen (het huidige Dubbeldam; hier werd Haaswijk in 1628 gebouwd), maar later werd het terrein onderzocht en werden geen sporen van funderingen gevonden. Het hedendaagse DuPont in Dordrecht zou (mogelijk) het oude domein van Heysterbach kunnen zijn.

### Tempelveld
Matthijs Balen spreekt in zijn werk Beschryving der Stad Dordrecht uit 1675 (net als andere historici) over een Tempelveld waar Heysterbach gelegen moet hebben. Ook het verdwenen dorp Wolbrandskerke wordt aan dit veld gelinkt en is (vermoedelijk) teruggevonden in het huidige Gezondheidspark aan de Amnesty Internationalweg. Het tempelveld kan bestaan hebben uit een opgeworpen terp of heuvel waar zelfs heidense rituelen plaatsvonden en later het christelijk geloof ook zijn weg vond: men sprak van een heilige plek.